# NGC 103

NGC 103

NGC 103 هي مجرة تتبع كوكبة ذات الكرسي. اكتشفها جون هيرشل في 5 أكتوبر 1829.

## روابط خارجية
- NGC 103 على موقع ويكي سكاي: DSS2, SDSS, GALEX, IRAS, Hydrogen α, X-Ray, Astrophoto, Sky Map, Articles and images